# Messa in do maggiore K 257
La Messa in do maggiore K 257, detta Credo-Messe è una messa del compositore austriaco Wolfgang Amadeus Mozart, scritta nel novembre 1776, su committenza del Principe-Arcivescovo di Salisburgo.

## Stile
Questa messa si inscrive in un circolo di tre messe, tutte in do maggiore, scritte tra il novembre ed il dicembre 1776, la prima delle quali rappresenta l'ultimo tributo al genere della Credo-Messe (da qui il sottotitolo). Ciò nondimeno, non è questo il grande merito della Messa K 257, bensì quello di ricollegarsi alla tradizione del melos confidenziale e liederistico della Landmesse, genere conosciuto da Mozart attraverso gli studi delle opere di Michael Haydn. La Landmesse era una composizione semplice, che si basava su materiale "povero" e ricco di elementi popolari e per ciò non godeva di alta stima presso i "compositori colti".
Haydn utilizzò molte volte questo genere di messa, spesso (come nel caso della Misa solenus à 3 voci) come parodia della cattiva musica sacra, in altri casi eleva questo genere a veri e propri capolavori, ben al di là delle capacità dei Landschulmeister, che penetreranno con forza nell'immaginazione non solo del compositore salisbrughese, ma risalendo il fiume del tempo fino a compositori come Anton Bruckner.
La messa K 257, con il suo delicatissimo gusto liederistico, la rende il pezzo sacro mozartiana più vicino a quelli di Schubert, presenta un accantonamento del contrappunto in favore di una costruzione verticale permeata di una forte cantabilità, ma sempre pronta a scivolare nuovamente verso lo stile italiano-galante. La qualità dell'invenzione, molto alta nel Kyrie, col suo carattere di esitante recitativo, presenta, col procedere dell'opera, elementi sempre più eterogenei, fino a toccare l'apice nel motto tematico delle prime quattro battute del Credo, elemento portante di tutta l'opera (in quanto Credo-Messe).
L'altissima qualità di questo particolare punto non ha nulla a che spartire con la rozzezza della Landmesse: si tratta di un'invenzione di grande musica, così come quella che domina il Credo della Missa solemnis beethoveniana. Troviamo nell'Es incarnatus erat-Crucifixus un movimento di siciliana, caratterizzato da un disegno di seste napoletane, nel festoso Sanctus e nel solistico Benedictus i costanti echi di accese nostalgie melodrammatiche e che presentano analogie con molte opere successive. Addirittura, l'apparato tematico dell'Agnus Dei richiama fortemente l'incipit dell'Andante del Concerto K 467 per pianoforte. Gli orizzonti mozartiani puntavano bel al di là della semplice Landmesse.

## Struttura

### Credo in unum Deum
- Et incarnatus est